# Moeminwereld
Moeminwereld (Fins:Muumimaailma) is een Fins themapark in Naantali volledig gericht op de figuren uit de Moeminboeken van Tove Jansson. Het park ligt op het eiland Kalio en in plaats van attracties heeft het levensgrote replica's van de huizen en gebouwen uit de boeken die families kunnen bezoeken met hun kinderen. Ook lopen er acteurs rond gekleed als de karakters uit de boeken. The Independent riep het in 2005 uit tot het op drie na beste themapark om te bezoeken met kinderen.
In Nederland heeft een strip over Moem vanaf midden jaren '50 in De Volkskrant gestaan.

## Afbeeldingen

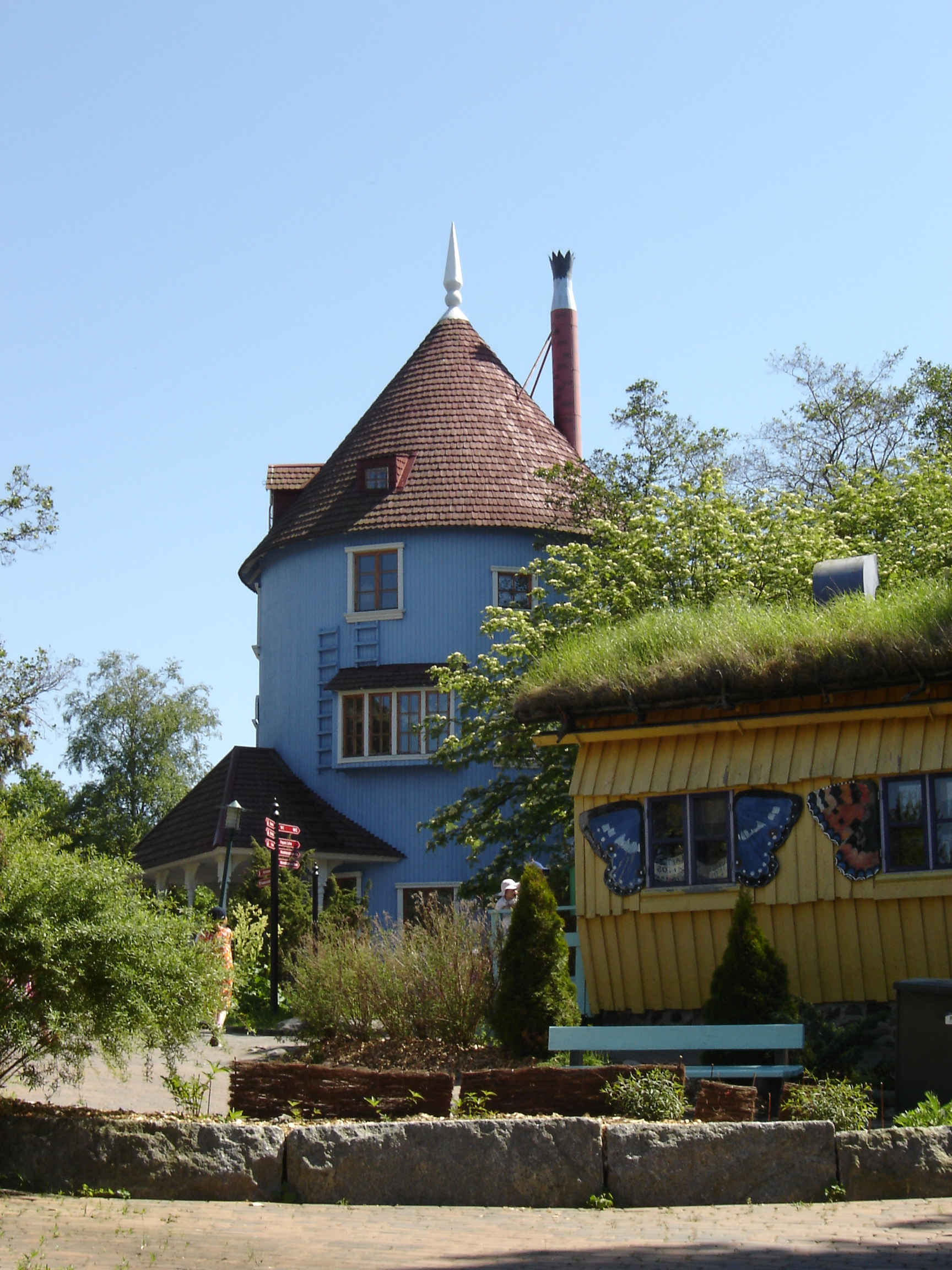
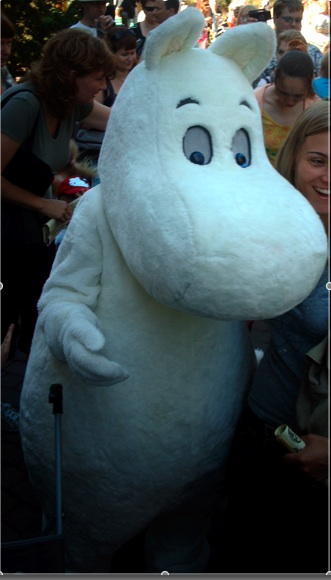
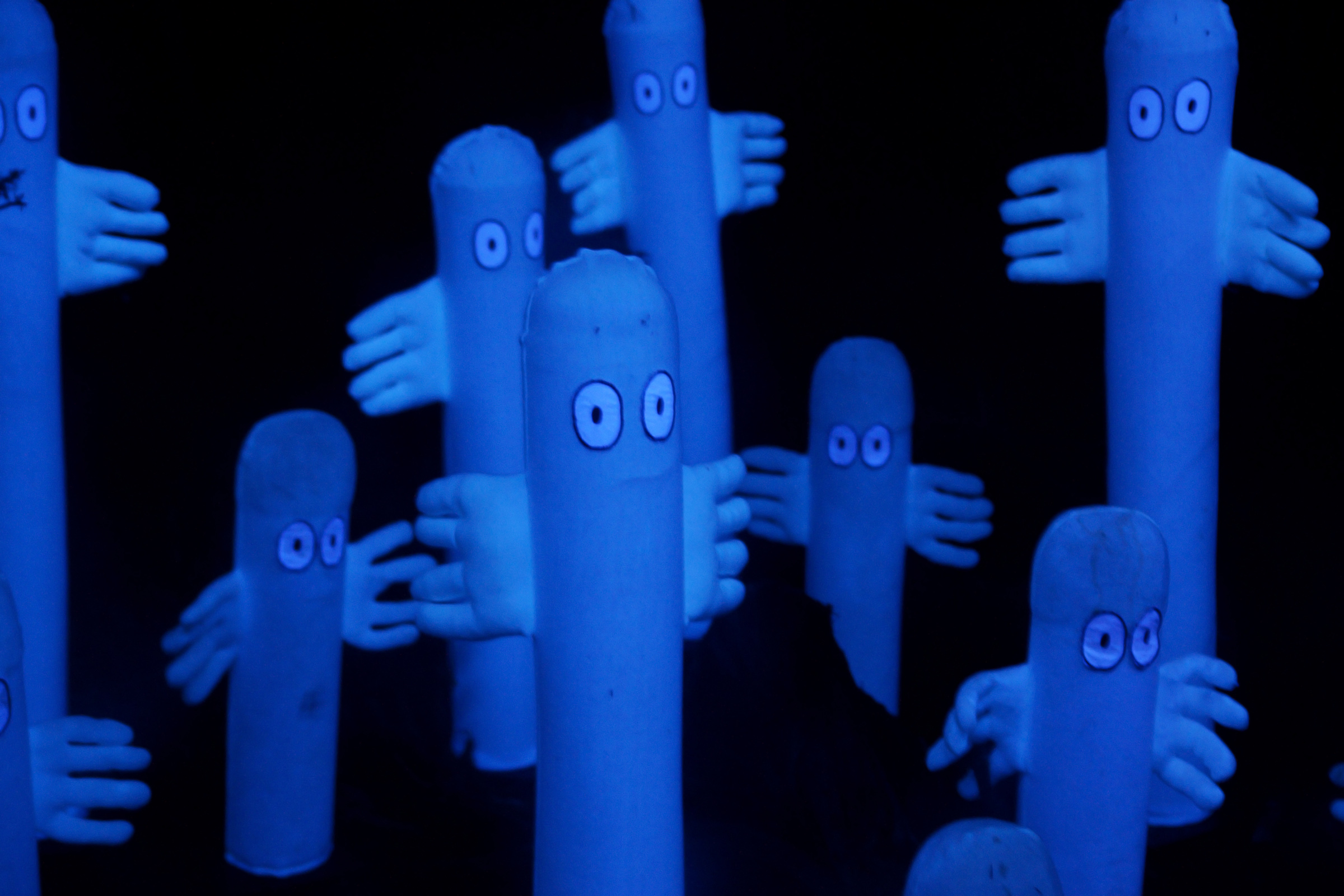
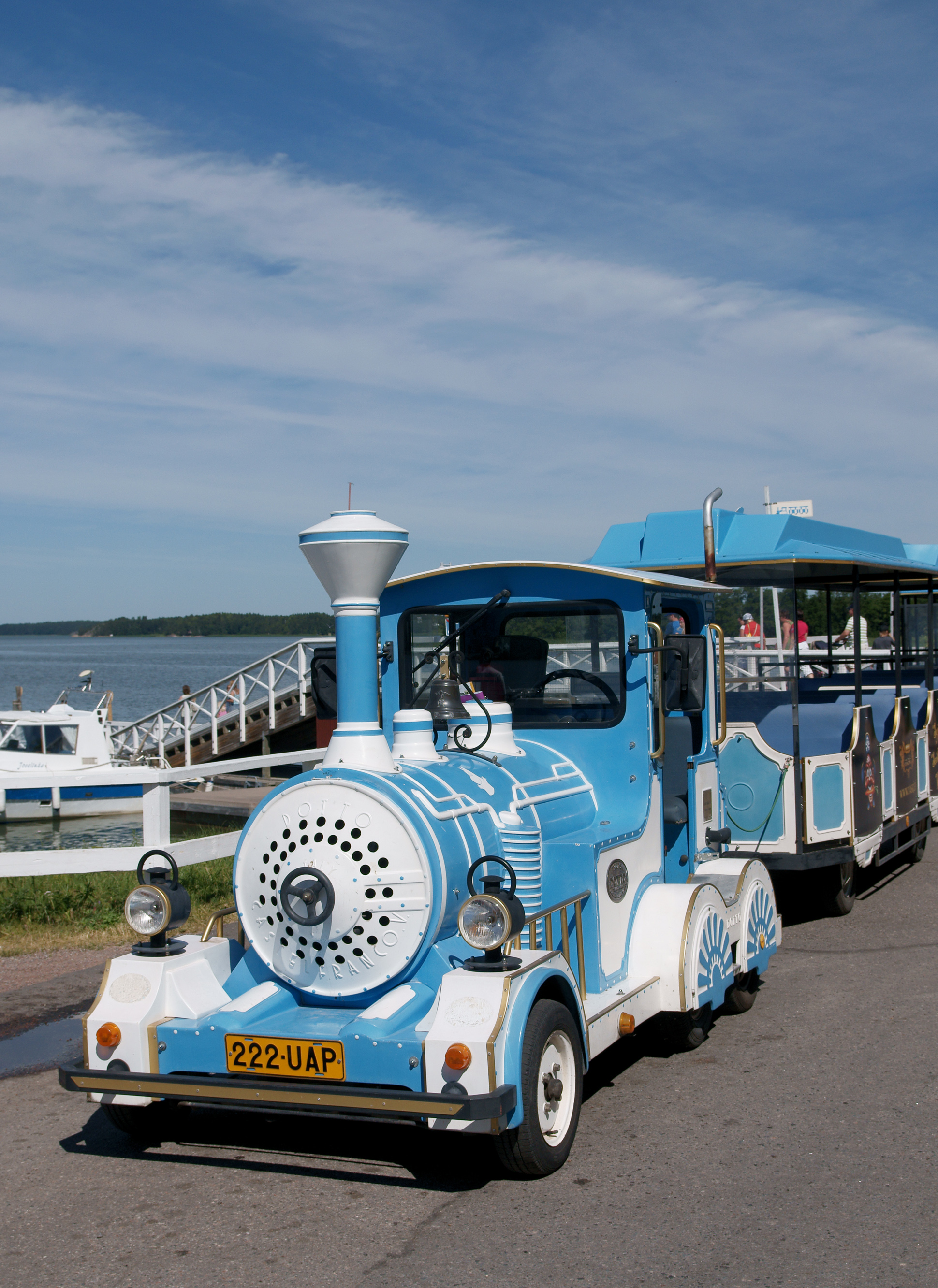
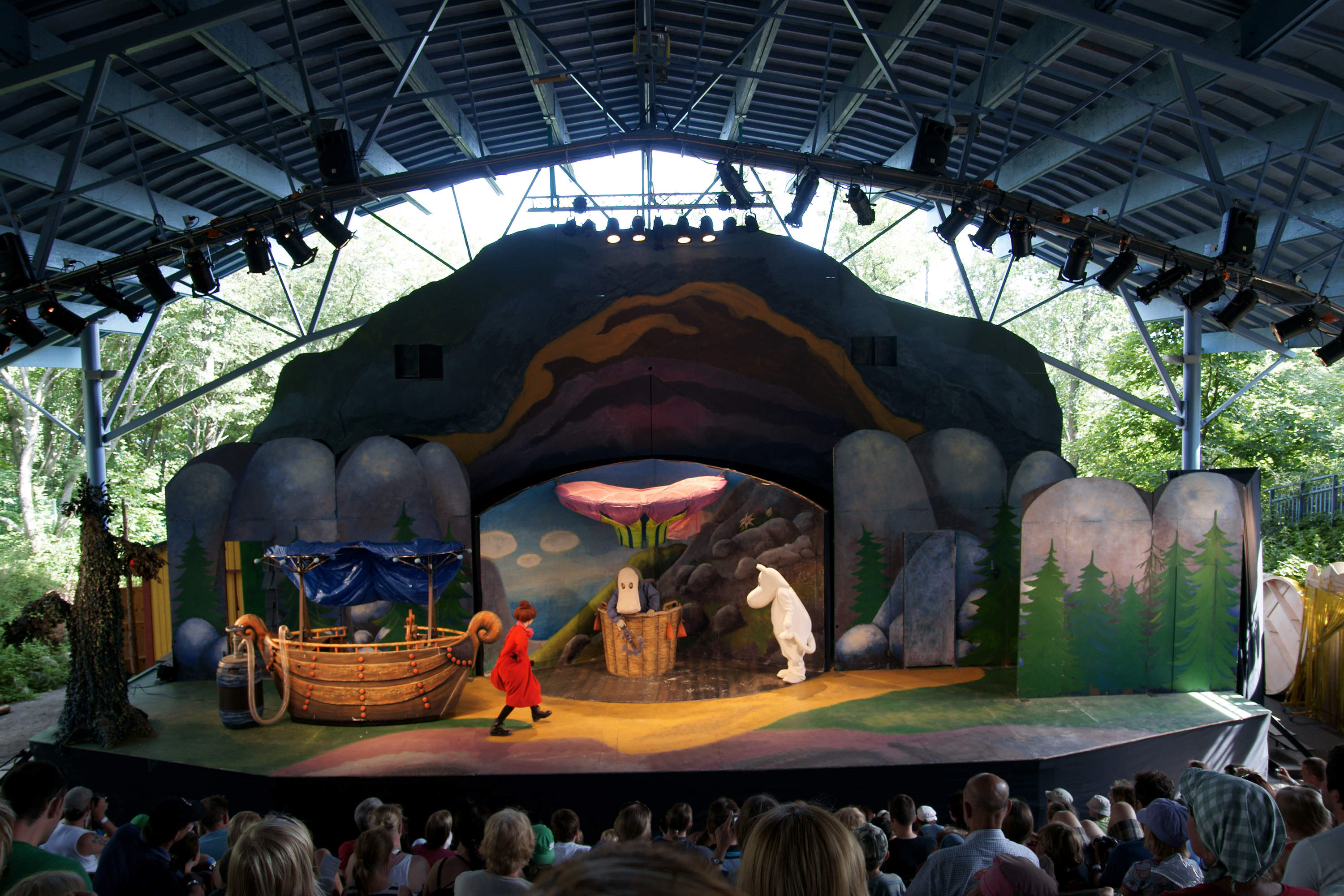